# Долишнее Залучье
Долишнее Залучье (укр. Долішнє Залуччя) — село в Снятынской городской общине Коломыйского района Ивано-Франковской области Украины.

## История
Население по переписи 2001 года составляло 1843 человека.
В сентябре 2006 года было возбуждено дело о банкротстве находившегося здесь спиртзавода, в декабре 2007 года завод был признан банкротом и началась процедура его ликвидации.

## Люди, связанные с селом
- Гоян, Еремей Петрович (1940—2018) — советский и украинский писатель и журналист, Заслуженный деятель искусств Украины.